# Apollonio Pessina
Apollonio Pessina (umbenannt in Paul Pessina; * 1. September 1879 in Ligornetto; † 20. April 1958 ebenda) war ein Schweizer Bildhauer, Maler, Zeichner, Konservator und Kurator des Museums Vincenzo Vela in Ligornetto. Pessina schuf im Tessin zahlreiche Grab- und Gedenkmonumente, Büsten und Porträts.

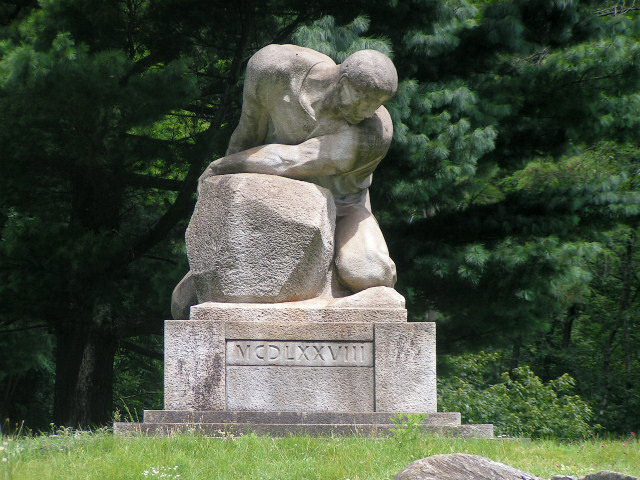
Schlachtdenkmal von Giornico in Giornico, 1937 eingeweiht

## Leben und Werk
Apollonio Pessina war der Sohn des Poliers Giuseppe Pessina und der Maria, geborene Piffaretti. Nach der Lehre an der Zeichenschule in Mendrisio (1893–1895) arbeitete er wie sein Bruder Tommaso als Ornamentist.
1904 hielt sich Pessina in Paris auf und nahm den Namen Paul an. Er studierte an der École nationale supérieure des arts décoratifs und an der École des Beaux-Arts und spezialisierte sich als Bildhauer im Atelier von Jean-Antoine Injalbert und Gabriel-Jules Thomas (1824–1905). In Paris lernte er auch Charles Despiau und Léon-Ernest Drivier (1878–1951) kennen.
Pessina erhielt 1908 und 1910 das Eidgenössische Bundesstipendium für bildende Kunst. 1912 kehrte er in das Tessin zurück und fertigte zahlreiche Porträts für Grab- und Gedenkmonumente an. In Bellinzona schuf er das Tessiner Soldatendenkmal und in Giornico das Schlachtdenkmal für die Gefallenen in der Schlacht bei Giornico, das am 1. August 1937 eingeweiht wurde. Ebenfalls zeichnete er für die Denkmäler für Oreste Gallacchi in Breno (1926) und Emilio Bossi in Bruzella (1931) verantwortlich.
Als Maler schuf Pessina vor allem Landschaften und religiöse Szenen, in denen er Figuren aus dem Familienkreis darstellte, die durch starke Farbkontraste und Licht- und Schattenspiele gekennzeichnet waren.

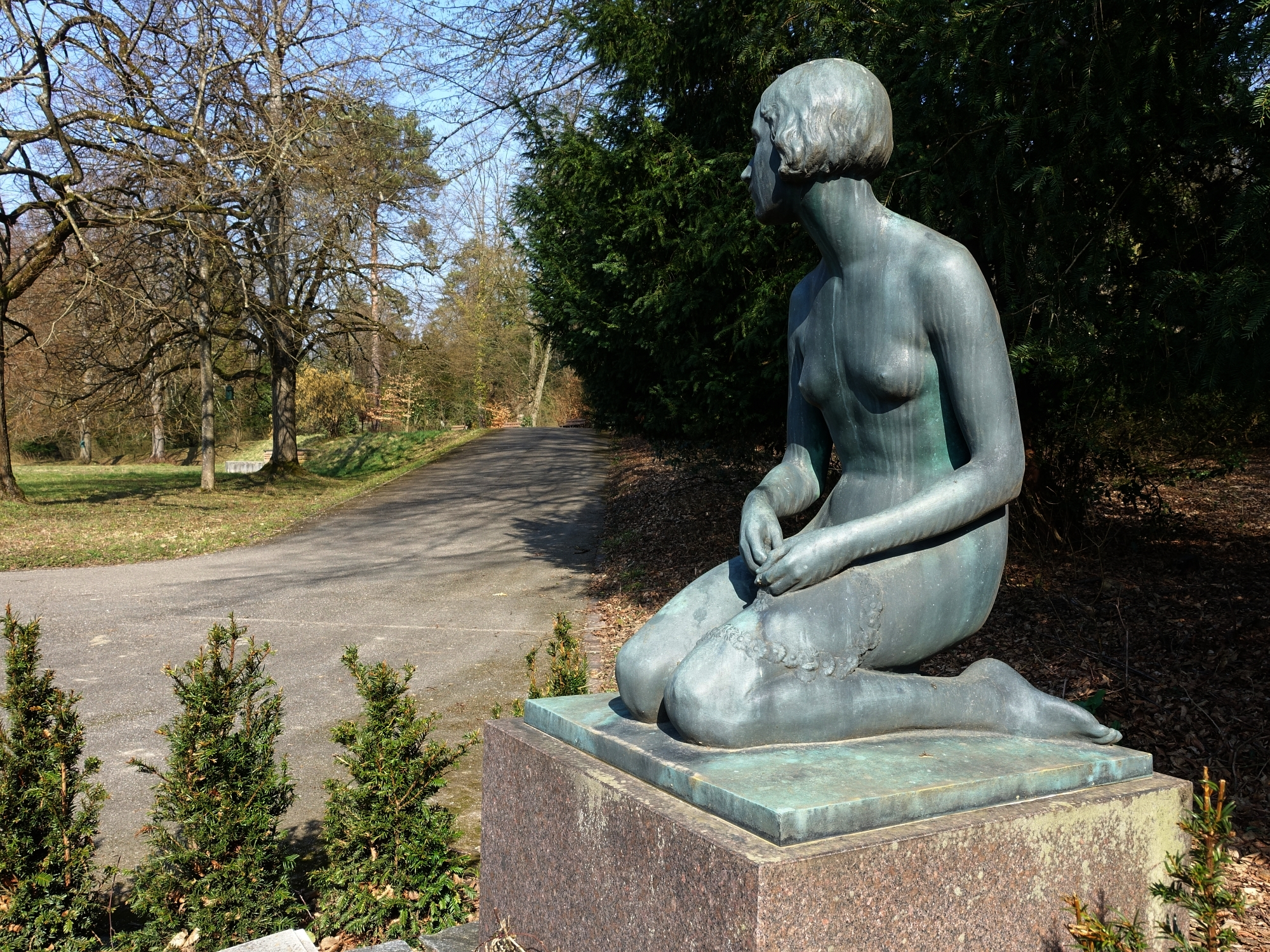
Grabskulptur von Apollonio Pessina auf dem Friedhof am Hörnli.

Pessina nahm regelmässig an Ausstellungen im In- und Ausland teil, so 1908 an der Nationalen Landesausstellung in Bern sowie 1909 an den internationalen Ausstellungen in Paris und 1910 in Brüssel. 1920 und 1926 war er Teilnehmer der Biennale di Venezia.
Im Tessin hatte Pessina auf das kulturelle und politische Leben Einfluss. So war er, mit Unterbrechungen, von 1921 bis 1939 Mitglied des Grossen Rates und von 1948 bis 1951 Mitglied der Aufsichtskommission für den Zeichenunterricht an Schulen und engagierte sich für den Denkmalschutz.
Von 1920 bis zu seinem Tod war er Kurator und Konservator des Museums von Vincenzo Vela in Ligornetto. 2003 wurde in Ligornetto Pessinas ehemaliges Wohn- und Atelierhaus als Museum Casa Pessina eingeweiht. Das Museum beherbergt seine Kunstwerke und zahlreiche Dokumente, Schriften, Skizzen, Bücher, Fotos, Briefe und Postkarten.